# Џастин Долман
Џастин Долман (енгл. Justin Doellman; Синсинати, Охајо, 3. фебруар 1985) је бивши амерички кошаркаш. Играо је на позицији крилног центра. Као натурализовани кошаркаш је наступао за репрезентацију Косова.

## Каријера
Долман је студирао и играо кошарку на универзитету Ксавијер од 2003. до 2007. године. Није изабран на НБА драфту 2007. године. Професионалну каријеру је почео у Француској где је играо три сезоне за екипе Шолеа, Безансона и Орлеана. Лета 2010. године је потписао уговор са екипом Аликантеа, где је бележио просечно 13,1 поен и 6,2 скока по мечу. У јулу 2011. потписује за Манресу, где наставља са добрим партијама и постаје други стрелац АЦБ лиге са просечно 16,8 поена по мечу.
У јуну 2012. је потписао двогодишњи уговор са Валенсијом. Са овим клубом је освојио Еврокуп у сезони 2013/14, када је проглашен и за најкориснијег играча финала. Поред тога два пута је уврштен у идеални тим Еврокупа (2013, 2014). У мају 2014. добио је награду за најкориснијег играча АЦБ лиге за сезону 2013/14.
У јулу 2014. године је потписао уговор са Барселоном. Са њима је провео наредне три сезоне и освојио Суперкуп Шпаније за 2015. годину. У октобру 2017. постао је играч Анадолу Ефеса, али је већ наредног месеца уговор раскинут. У јануару 2018. је потписао уговор са екипом подгоричке Будућности до краја те сезоне. У дресу Будућности освојио је црногорски куп и Јадранску лигу. 
У јулу 2018. године вратио се у Манресу и потписао једногодишњи уговор. У овом клубу се задржао до 28. децембра исте године када је уговор раскинут.

## Успеси

### Клупски
- Шоле:
  - Куп Недеља асова (1): 2008.
- Орлеан Лоаре:
  - Куп Француске (1): 2010.
- Валенсија:
  - УЛЕБ Еврокуп (1): 2013/14.
- Барселона:
  - Суперкуп Шпаније (1): 2015.
- Будућност:
  - Јадранска лига (1): 2017/18.
  - Куп Црне Горе (1): 2018.

### Појединачни
- Најкориснији играч финала Еврокупа (1): 2013/14.
- Идеални тим Еврокупа - прва постава (2): 2012/13, 2013/14.
- Најкориснији играч Првенства Шпаније (1): 2013/14.